# ネバティム空軍基地
ネバティム空軍基地（Nevatim Airbase） は、イスラエル航空宇宙軍の空軍基地であり、テルノフ空軍基地、ラマト・ダヴィド空軍基地と並んで、イスラエル空軍の主要な三大基地の一つとされる。イスラエル空軍 第28航空団 (28th Wing, Canaf 28) の飛行隊が所属する。イスラエルの南部地区、ネゲヴ砂漠の北部、ベエルシェバ近郊、東側に位置する。IATAはVTM、ICAOはLLNVである。

## 概要
ネバティム空軍基地は、イスラエル国防軍の前身となったユダヤ人の武装組織であるハガナーの簡易飛行場として、"マルハタ"の名前で1947年に建設された。1983年になって、キャンプ・デービッド合意に基づくイスラエル軍のシナイ半島からの撤退に伴い、2本の滑走路を持つ近代的な空軍基地として再整備された。2000年代になって、ベン・グリオン国際空港を拠点とする空軍部隊をネバティム空軍基地に移動させる計画に伴い、滑走路が増設された。3000mを超える長い滑走路を有しており、大型機を装備する飛行隊が在籍している。
2016年12月12日には、F-35I "Adir"の最初の2機 "901号機" "902号機"がネバティム空軍基地に到着し、16時間後には早くも初ソーティが行われた。今後、イスラエル空軍はネバティム空軍基地でF-16Aを運用していた第140飛行隊、第116飛行隊の2個飛行隊を再編しF-35を配備予定で、2017年12月の作戦能力獲得を目指している。
2024年10月1日に発生したイランによるイスラエルへの大規模攻撃の際、迎撃できなかった弾道ミサイルの一部がネバティム基地にも着弾したと報じられた。人員や航空機への被害は出ていないとされている。この攻撃ではネバティム基地の他、テルノフ空軍基地、モサドの指揮本部、8200部隊の拠点であるグリロット基地も攻撃を受けた。

## 飛行隊
- 第103飛行隊（フライング・エレファンツ・スコードロン、The Flying Elephants Squadron）- C-130ハーキュリーズ
- 第116飛行隊（ライオン・オブ・ザ・サウス、The Lions of the South Squadron）- F-35I Adir
- 第117飛行隊（ファースト・ジェット・スコードロン、The First Jet Squadron）- F-35I Adirの転換訓練部隊。
- 第120飛行隊（デザート・ジャイアンツ・スコードロン、The Desert Giants Squadron）- ボーイング707、IAI シースキャン
- 第122飛行隊（ナフション・スコードロン、The Nahshon Squadron）- G550 Eitam CAEW、G500 Shavit SEMA

DC-3／C-47 を装備していた時代には、ダコタ・スコードロン（The Dakota Squadron）と呼ばれていた。
- 第131飛行隊（イエローバード・スコードロン、 the Yellow Bird Squadron）- C-130ハーキュリーズ
- 第140飛行隊（ゴールデンイーグル・スコードロン、The Golden Eagle Squadron）- F-35I Adir

## その他の所属部隊
- 第5700"ヤハク"前線着陸支援部隊（英語版） - 第7特殊作戦航空団（英語版）の隷下部隊で、前線地域での航空機の着陸を支援する特殊作戦部隊。